# Самара (приток Кади)
Самара — река в России, протекает в Александровском районе Пермского края. Устье реки находится в 13 км по левому берегу реки Кадь. Длина реки составляет 11 км.
Исток находится в горах Северного Урала, на северных склонах горы Молчанский Камень (713 м НУМ). Фактически представляет собой 11-километровый горный поток, стекающий с Молчанского Камня в долину Кади. Генеральное направление течения — север. Всё течение реки проходит по ненаселённой местности, среди холмов покрытых таёжным лесом. Ширина реки у устья — 15 метров.

## Данные водного реестра
По данным государственного водного реестра России относится к Камскому бассейновому округу, водохозяйственный участок реки — Кама от города Березники до Камского гидроузла, без реки Косьва (от истока до Широковского гидроузла), Чусовая и Сылва, речной подбассейн реки — бассейны притоков Камы до впадения Белой. Речной бассейн реки — Кама.
По данным геоинформационной системы водохозяйственного районирования территории РФ, подготовленной Федеральным агентством водных ресурсов:
- Код водного объекта в государственном водном реестре — 10010100912111100007079
- Код по гидрологической изученности (ГИ) — 111100707
- Код бассейна — 10.01.01.009
- Номер тома по ГИ — 11
- Выпуск по ГИ — 1